# Eiffel 65 (álbum)
El álbum Eiffel 65 es el tercer disco del grupo italiano de estilo dance-pop Eiffel 65. Este contiene la mayoría de las canciones en italiano, aunque algunas letras están en inglés, como por ejemplo "Cosa Restera" y "Like a Rolling Stone". Este álbum es un cambio significativo sobre los estilos de Europop y Contact! (álbum) pero también hay muchas canciones pop dance y una pequeña parte bailable.
El disco fue lanzado en 2003; luego en 2004 Eiffel 65 relanzó una edición especial del álbum, contiene 2 CD, el primero con viejas canciones y el segundo contiene nuevos temas, remixes y algunas canciones en versiones de habla inglesa.

## Lista de temas de la edición especial del CD-set

### CD 1
1. Viaggia Insieme A Me
2. Quelli Che Non Hanno Età
3. Una Notte E Forse Mai Più
4. Tu Credi
5. Voglia Di Dance All Night
6. La Mia Lente
7. Non è Per Sempre (No incluido en el CD 2)
8. Like A Rolling Stone
9. Figli Di Pitagora (No incluido en el CD 2)
10. Sopra Un Palco Per Tutto Il Mondo
11. Oggi
12. Cosa Resterà (In A Song) (No incluido en el CD 2)
13. Io E La Mia Stanza

### CD 2
1. Voglia Di Dance All Night (2004 Remix)
2. Follow Me
3. Just One Night And Maybe Good Bye
4. Time Is Not Our Cage
5. You Believe
6. Going To Dance All Night
7. The Filter
8. Like A Rolling Stone (Versión en inglés)
9. On A Stage All Across The World
10. Today
11. The World Inside My Bedroom
12. Tu Credi (La ópera completa por La Premiata Ditta Molinaro y Lobina)
13. Viaggia Insieme A Me (Roberto Molinaro Radio Concept)
14. Una Notte E Forse Mai Più (Roberto Molinaro Radio Concept)
15. Living In My City (Tema de los Juego Olímpicos de Invierno Turín 2006)

- Datos: Q1169445